# Jan Obłąk

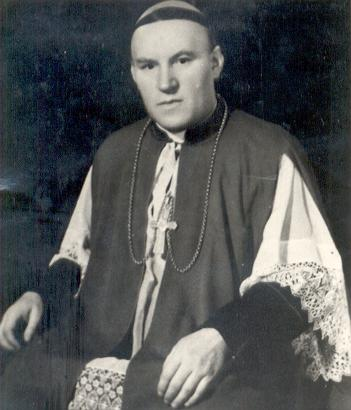
Bischof Jan Obłąk um 1969

Jan Władysław Obłąk (* 26. Mai 1913 in Borzęcin; † 16. Dezember 1988 in Olsztyn) war ein polnischer katholischer Geistlicher, Bischof von Ermland in den Jahren 1982 bis 1988.

## Leben
Nach dem Abitur in Tarnów trat er 1931 ins dortige Priesterseminar ein. Am 26. Juni 1936 empfing er die Priesterweihe. Danach arbeitete er als Vikar in Ciężkowice, später in Nowy Sącz. Während des Zweiten Weltkrieges war er ab 1943 Pfarradministrator in Lisia Góra. Dort gab er auch heimlichen Lateinunterricht, da höher führende Schulen für Polen im Generalgouvernement nicht zugänglich waren. 1947 wurde er nach Dąbrowa Tarnowska versetzt. Gleichzeitig studierte er Kirchengeschichte an der Jagiellonen-Universität in Krakau, wo ihm am 17. August 1948 der Doktortitel verliehen wurde.
Am 12. August 1949 kam er nach Olsztyn (Allenstein) und wurde wenige Wochen später Dozent am wieder gegründeten Priesterseminar. Er wurde Subregens und lehrte Kirchengeschichte, Patrologie und Sakralkunst. Am 26. Oktober 1959 wurde er von Bischof Tomasz Wilczyński zum Kanonikus des Ermländischen Kapitels ernannt. Zwei Jahre später, am 21. September 1961 ernannte ihn Johannes XXIII. zum Titularbischof von Abbir Maius – die Bischofsweihe erhielt Obłąk am 1. April 1962 von Primas Stefan Wyszyński im Dom zu Frombork (Frauenburg). Im Herbst desselben Jahres wurde er Generalvikar der Diözese Ermland. Von 1962 bis 1968 war er außerdem Rektor des Priesterseminars in Olsztyn. Er nahm an der zweiten und vierten Sitzungsperiode des Zweiten Vatikanischen Konzils teil.
Nachdem Józef Glemp, der seit 1979 Bischof von Ermland war, 1981 zum Erzbischof von Gniezno und Warschau und somit Primas von Polen ernannt wurde, leitete er die Diözese zunächst als Kapitularvikar, ehe er am 13. April 1982 von Johannes Paul II. zum Diözesanbischof ernannt wurde. Für seine Verdienste um die Vermittlung der Geschichte des Ermlandes wurde er 1982 Ehrenmitglied der Polnischen Historischen Gesellschaft.